# El Manglar
El Manglar va ser una revista de còmics i il·lustració editada per Dibbuks entre els anys 2007 i 2010, codirigida per Manuel Bartual (qui també es responsabilitza del seu disseny) i Ricardo Esteban. Va comptar amb distribució en llibreries especialitzades de tot Espanya i en quioscs de Madrid i Barcelona.

## Trajectòria

### Primera etapa
El primer exemplar va sortir la primera quinzena del mes de gener del 2007 amb la vocació de recuperar el quiosc per a les revistes d'historietes, després de la crisi del còmic a Espany dels anys 80. Segons els seus responsables, també pretenia servir de plataforma als nous valors del país.
Recollia així obres de José Luis Agreda, Manuel Castaño i Manuel Bartual (Con amigos como estos), Enrique Bonet, Sergio Córdoba, Mauro Entrialgo, Manel Fontdevila i Carlos Vermut, però també d'autors forans, com Emile Bravo, Eric Omond i Yoann, Frederik Peeters, Julien i Mo/CDM, Lindingre i Manu Larcenet. La seva estructura i disseny remetia a la revista francesa Fluide Glacial. Amb el número 3, va incorporar historietes curtes de la sèrie El Vecino de Santiago García i Pepo Pérez. Aquest mateix any va obtenir el guardó a la millor revista atorgat pel Saló Internacional del Còmic de Barcelona i el Diario de Avisos.
L'abril del 2008, Ricardo Estaban reconeixia que la falta de vendes en quioscs, publicitat i suport institucional dificultaven la seva supervivència.

### Segona etapa
"El Manglar" va reaparèixer a l'estiu del 2008, centrant-se ja en les llibreries especialitzades. A aquest exemplar (num.7), es van iniciar sèries com Diox de Borja Crespo i Chema García, La prisión portátil de Paco Alcázar, Tú me has matado de David Sánchez i Zorgo de Luis Bustos. S'estrenaven després Héroe de domingo de Lorenzo Gómez en el seu número vuit i Relatos de Mundo Tocino de Rubén Fernandez en el novè, a més d'incorporar-se Carlos de Diego.
Al novembre de 2009, amb el seu número 11, se substitueix la grapa per l'enquadernació amb llom, augmentant-se el nombre de pàgines fins a arribar a 100. S'inicien a més les sèries Los robinsones del espacio de Luis Bustos, Una ciudad, cualquier ciudad de Esteban Hernández i Carretera bastarda (Bastard Road en l'original) de Dave Curd i Brian Winkeler. A mitjans del 2010 es va publicar un número 12 en aquest mateix format, que es va convertir en l'últim lliurament de la revista.

## Valoració
Pel crític de còmic Álvaro Pons, "El Manglar" ha demostrat que és impossible recuperar el quiosc com a canal de distribució per a les revistes de còmic, però es manté com una publicació de qualitat i necessària per al desenvolupament dels nous autors espanyols.